# إلين شولمان بيكر
إلين لويز شولمان بيكر (بالإنجليزية: Ellen S. Baker)‏ (27 أبريل 1953 ) طبيبة أمريكية ورائد فضاء في وكالة ناسا وهي حاصله على دكتوراه في الطب، وماجستير في الصحة العمومية.

## عن حياتها
إلين بيكر هي ابنة كلا من ميل وكلير شولمان، ولدت في فايتفيل، نورث كارولينا، لكنها نشأت في مدينة نيويورك. وهي متزوجة من كينيث جيه بيكر. ولديهما ابنتان.

## الشهادات الأكاديمية
- حاصلة على شهادة الثانوية في مدينة كوينز في عام 1970.[2]
- درجة البكالوريوس في الآداب في الجيولوجيا عام 1974 جامعة بافالو.
- دكتوراه في الطب في عام 1978 جامعة كورنيل.
- درجة الماجستير في الصحة العامة في عام 1994 من جامعة تكساس.